# Giampio Devasini
Giampio Devasini, all'anagrafe Giampio Luigi, (Alessandria, 4 settembre 1962) è un vescovo cattolico italiano, dal 10 aprile 2021 vescovo di Chiavari.

## Biografia
Nasce a Alessandria, città capoluogo di provincia e sede vescovile, il 4 settembre 1962. La famiglia è originaria di Castelletto Monferrato.

### Formazione e ministero sacerdotale
Si laurea in giurisprudenza all'Università degli Studi di Genova il 5 luglio 1990.
Dopo una breve esperienza professionale e un percorso di discernimento vocazionale con il padre domenicano Angelo Bellon, nel 1996 entra nel seminario vescovile di Casale Monferrato e consegue il baccalaureato in teologia nel 2002.
L'8 giugno 2002 è ordinato presbitero dal vescovo Germano Zaccheo per la diocesi di Casale Monferrato. Nel 2010 consegue la licenza in teologia morale presso la sezione di Milano della Facoltà teologica dell'Italia settentrionale.
Nella diocesi di Casale ha ricoperto vari incarichi fra cui quello di delegato vescovile per la vita consacrata (2003-2019) e poi di vicario episcopale per la pastorale (2009-2012).
Nel 2012 il vescovo Alceste Catella lo nomina pro-vicario della diocesi e poi nel 2015 lo promuove vicario generale.

### Ministero episcopale
Il 10 aprile 2021 papa Francesco lo nomina vescovo di Chiavari; succede ad Alberto Tanasini, dimessosi per raggiunti limiti di età. Il 29 maggio seguente riceve l'ordinazione episcopale, nella cattedrale di Casale Monferrato, dal vescovo Gianni Sacchi, co-consacranti i vescovi Alceste Catella, emerito di Casale Monferrato, e Alberto Tanasini, emerito di Chiavari. Prende possesso canonico della diocesi il 20 giugno.

## Stemma e motto

### Blasonatura
Partito d'argento e d'oro, alla tau al naturale sul tutto, accompagnata a destra dalla lettera M formosa d'azzurro, a sinistra dal cuore di rosso fiammeggiante.
Croce astile e galero da vescovo.

### Motto
Il motto Vestigia Christi sequi è tratto dalla Prima lettera di Pietro (1Pt 2,21).

## Genealogia episcopale
La genealogia episcopale è:
- Cardinale Scipione Rebiba
- Cardinale Giulio Antonio Santori
- Cardinale Girolamo Bernerio, O.P.
- Arcivescovo Galeazzo Sanvitale
- Cardinale Ludovico Ludovisi
- Cardinale Luigi Caetani
- Cardinale Ulderico Carpegna
- Cardinale Paluzzo Paluzzi Altieri degli Albertoni
- Papa Benedetto XIII
- Papa Benedetto XIV
- Cardinale Enrico Enriquez
- Arcivescovo Manuel Quintano Bonifaz
- Cardinale Buenaventura Córdoba Espinosa de la Cerda
- Cardinale Giuseppe Maria Doria Pamphilj
- Papa Pio VIII
- Papa Pio IX
- Cardinale Alessandro Franchi
- Cardinale Giovanni Simeoni
- Cardinale Antonio Agliardi
- Cardinale Basilio Pompilj
- Cardinale Adeodato Piazza, O.C.D.
- Cardinale Sebastiano Baggio
- Cardinale Anastasio Alberto Ballestrero, O.C.D.
- Cardinale Severino Poletto
- Vescovo Gabriele Mana
- Vescovo Gianni Sacchi
- Vescovo Giampio Devasini